# Manor Township (comté de Lancaster, Pennsylvanie)
Manor Township est un township situé à l'ouest de la partie centrale du comté de Lancaster, en Pennsylvanie, aux États-Unis,. En 2010, il comptait une population de 19 612 habitants.

## Démographie
Lors du recensement de 2010, le township comptait une population de 19 612 habitants. Elle est estimée, en 2018, à 20 687 habitants.

## Personnalité
- Andrew Shuman (1830-1890), journaliste et homme politique, y est né.

### Source de la traduction
- (en) Cet article est partiellement ou en totalité issu de l’article de Wikipédia en anglais intitulé « Manor Township, Lancaster County, Pennsylvania » (voir la liste des auteurs).